# Un posto di vacanza
Un posto di vacanza è un poemetto di Vittorio Sereni, pubblicato in volume nel 1973.

## Storia editoriale
La gestazione di Un posto di vacanza durò dagli anni Cinquanta al 1971. Il poemetto apparì già parzialmente su riviste: nel 1966 la parte iniziale uscì sulla rivista di cultura fuori commercio "Comma"; l'anno successivo la prima parte uscì su "Paragone", seguita da interventi di A. Rossi, Roberto Roversi, Andrea Zanzotto e una Nota di Sereni. Un pezzo della seconda parte venne inclusa nel 1971 all'interno del volumetto fuori commercio Da tanto mare, edito a Milano dalla Galleria L'incontro insieme a due litografie di Gianni Dova.
Il poemetto apparì nella sua interezza nel primo numero dell'Almanacco dello Specchio (novembre 1971). Uscì in plaquette presso All'insegna del pesce d'oro di Scheiwiller due anni dopo, con una nota introduttiva dello stesso autore.
Il poemetto sarà compreso in volume nell'ultima raccolta Stella variabile, sia nella pre-edizione del 1979 che nell'edizione definitiva del 1981.
Nel 1994, sempre presso Scheiwiller, è uscita una riedizione del poemetto come primo numero della collana dei "Quaderni di Bocca di Magra" insieme ad altri testi. Il primo capitolo comprende Un posto di vacanza, a cui fanno seguito le liriche connesse in qualche maniera con lo spazio di Bocca di Magra: Niccolò, Fissità, La malattia dell'olmo, In salita, Il poggio, Autostrada della Cisa, Gli squali, Di passaggio, Gli amici, I ricongiunti e La spiaggia. Il secondo capitolo ("Tra fiume e mare") raccoglie quattro prose di Sereni su Bocca di Magra: Il ritorno, Tra fiume e mare, Bocca di Magra e Infatuazioni. Il terzo capitolo ("Per Vittorio Sereni") presenta tre interventi critici: Due poesie di Sereni di Giorgio Orelli, I nomi di un quadro di Zeno Birolli e Alcuni materiali per «Un posto di vacanza» di Laura Barile. In allegato è un fascicolo contenente le opere artistiche vincitrici del Premio Bocca di Magra 1993, introdotto da Mario Guelfi.

## Tematiche
Il «posto» del titolo è Bocca di Magra, luogo marino di villeggiatura frequentato da molti intellettuali nel dopoguerra: tra questi Franco Fortini ed Elio Vittorini, che compaiono in veste di personaggi e di cui vengono ripresi moduli stilistici e citazioni testuali. Il testo nasce come "risposta" all'epigramma fortiniano che comincia con Sereni esile mito (che a sua volta riprende un'autodefinizione sereniana dalla poesia Italiano in Grecia, in Diario d'Algeria: «esile mito tra le schiere dei bruti»), in cui Fortini accusa Sereni di non fare scelte ideologiche e impegnate nella sua poesia. Lo scenario storico in cui si situano l'opera e le riflessioni collegate è quello dell'Italia nel periodo del boom economico degli anni Sessanta.

## Stile
Il poemetto (etichetta comunemente affibbiata dai critici ma rigettata da Sereni, che preferiva chiamare il componimento «poesia in sette parti» e che al suo interno lo identifica come «poesia sul posto di vacanza» o «poema sul posto di vacanza») è considerato tra le realizzazioni più alte dell'opera poetica sereniana.
Il testo si apre alla narratività e presenta una forte istanza metapoetica di autoriflessione sul ruolo della poesia.
L'incipit è stato ispirato da una scena di Paisà di Roberto Rossellini. Nel testo è presente anche una citazione del poeta malgascio Jean-Joseph Rabearivelo: «"Hai cantato, non parlato, né interrogato il cuore delle / cose: come puoi conoscerle?"».

## Edizioni
- Vittorio Sereni, Un posto di vacanza, Milano, All'insegna del pesce d'oro, 1973, ISBN non esistente.
- Vittorio Sereni, Un posto di vacanza e altre poesie, a cura di Zeno Birolli, con due scritti di Laura Barile e Giorgio Orelli, Milano, All'insegna del pesce d'oro, 1994, ISBN 88-444-1273-X.
- Vittorio Sereni, Un posto di vacanza. Luoghi di una poesia, fotografie di Carlo Meazza, testi di Franco Loi, Stefano Raimondi e Gabriele Scaramuzza, Sesto San Giovanni, Mimesis, 2013, ISBN 9788857517889.